# (10330) Durkheim
(10330) Durkheim (1991 GH3) – planetoida z grupy pasa głównego planetoid okrążająca Słońce w ciągu 4,11 lat w średniej odległości 2,56 j.a. Odkryta 8 kwietnia 1991 roku.